# Municipio de Edens
El municipio de Edens (en inglés, Edens Township) es un municipio del condado de Gregory, Dakota del Sur, Estados Unidos. Tiene una población estimada, a mediados de 2022, de 74 habitantes.
Abarca una zona exclusivamente rural.

## Geografía
Está ubicado en las coordenadas 43°17′31″N 99°27′53″O / 43.29194, -99.46472 (43.291934, -99.46485). Según la Oficina del Censo de los Estados Unidos, tiene una superficie total de 92.58 km², de los cuales 92.45 km² corresponden a tierra firme y 0.13 km² están cubiertos de agua.

## Demografía
Según el censo de 2020, en ese momento había 77 personas residiendo en la zona. La densidad de población era de 0.83 hab./km². El 90.91 % de los habitantes eran blancos, el 2.60 % eran amerindios y el 6.49 % eran de una mezcla de razas. No había hispanos o latinos viviendo en la región.